# Italian Open 2000
Die Italian Open 2000 waren die 57. Ausgabe des Sandplatzturnier in Rom. Das mit 2.950.000 $ dotierte Herrenturnier fand im Rahmen der ATP Masters Series statt, während das Damenturnier ein Tier-I-Turnier im Rahmen der WTA Tour darstellte. Die Turniere beider Geschlechter fanden im Foro Italico statt. Das Herrenturnier dauerte vom 8. bis 14. Mai, das Damenturnier war eine Woche später vom 15. bis 21. Mai. Das Hauptfeld in den Einzeln bestand aus 64 Teilnehmern, die Doppel wurden jeweils von 32 Paarungen ausgetragen. 
Titelverteidiger im Herreneinzel war der Brasilianer Gustavo Kuerten, der sich dieses Mal nur im Finale dem Schweden Magnus Norman geschlagen geben musste. Es war Normans 2. Titel in der Saison 2000 und sein erster Erfolg beim Masters-Turnier in Rom. 
1999 konnte die US-Amerikanerin Venus Williams die Dameneinzelkonkurrenz für sich entscheiden, 2000 wurde sie von ihrer Landsfrau Monica Seles beerbt, was für sie den dritten Titel der Saison und ihren ersten Erfolg bei diesem Turnier in ihrer Karriere kennzeichnete.
Das Doppelturnier gewannen Martin Damm und Dominik Hrbatý bei den Herren und Lisa Raymond und Rennae Stubbs bei den Damen. Die Vorjahressieger waren die Paarungen Ellis Ferreira/Rick Leach sowie Martina Hingis/Anna Kurnikowa bei den Damen.